# Hot Tuna

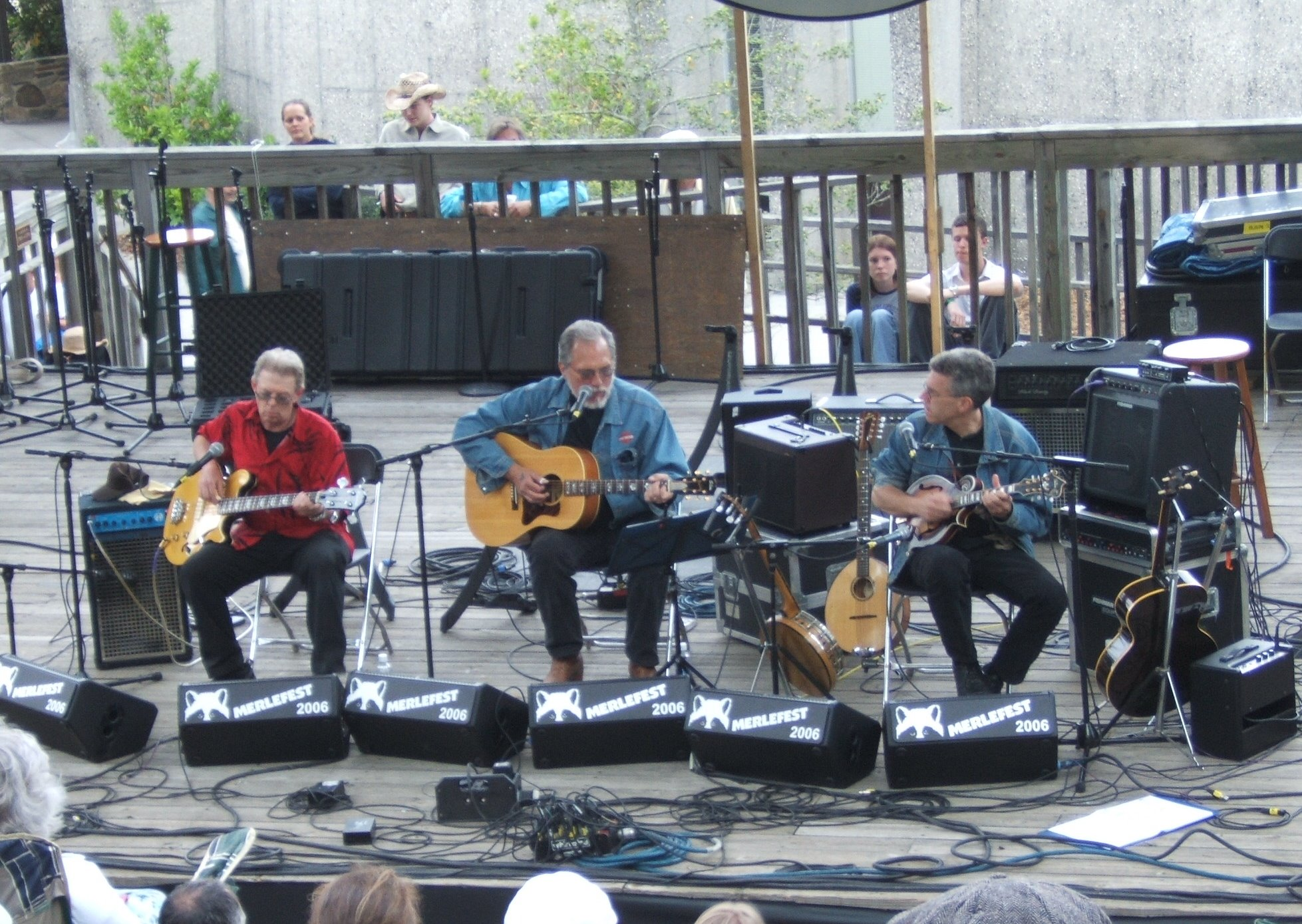
Hot Tuna-Auftritt 2006: Jack Casady, Jorma Kaukonen und Barry Mitterhof

Hot Tuna (englisch für „Heißer Thunfisch“) ist eine US-amerikanische Bluesrock-Band, ein Ableger von Jefferson Airplane, der ursprünglich Hot Shit (englisch für „Heiße Scheiße“) hieß. Mit Hot Tuna traten Jack Casady (Bass) und Jorma Kaukonen (Gitarre) zunächst neben ihren Verpflichtungen mit Jefferson Airplane auf.
Mit Will Scarlett (Mundharmonika) spielten sie 1970 ihr erstes Album Hot Tuna ein, welches eine Liveaufnahme war. Mit Papa John Creach (Geige) folgten die Veröffentlichungen First Pull Up, Then Pull Down (1971) und Burgers (1972). Nachdem Creach die Gruppe verließ, um an Jefferson Starships Album Dragon Fly mitzuwirken, erschien The Phosphorescent Rat, das 1973 aufgenommen wurde. Am Schlagzeug saß bei den letztgenannten drei Hot Tuna Publikationen jeweils Sammy Piazza. Es folgten 1975 America’s Choice und Yellow Fever und 1976 Hoppkorv, allesamt mit Bob Steeler, der Piazza ersetzte. Hot Tuna spielten auf diesen Aufnahmen verstärkt elektrische Gitarren und zeigten einen härteren Sound.
Zum Ende des Jahres 1977 trennte sich die Gruppe und Casady und Kaukonen verfolgten eigene Bandprojekte. 1983 kam es zu einer kurzen gemeinsamen Tour, jedoch reformierte die Gruppe sich erst 1986. Im Laufe der Zeit gab es etliche Umbesetzungen, nur Casady und Kaukonen bildeten den konstanten Kern der Band. Auch nach der Jahrtausendwende ist Hot Tuna noch auf Tour. Sie präsentieren ihre Musik sowohl in akustischen als auch elektrischen Versionen. Der Schwerpunkt hat sich vom Rock zum Country Blues verlagert.

## Auswahldiskografie
| - Burgers, 1972 - The Phosphorescent Rat, Grunt 1974 - America’s Choice, Grunt 1975 - Yellow Fever, Grunt 1975 - Hoppkorv, Grunt 1976 - Pair a Dice Found, Epic 1990 - Steady As She Goes, Red House Records 2011 | - Hot Tuna, 1970 - First Pull Up, Then Pull Down, 1971 - Double Dose, Grunt 1978 - Splashdown, Relix 1984 - Live at Sweetwater, 1992 - Live at Sweetwater Two, 1993 - Classic Hot Tuna Acoustic, Relix 1996 - Classic Hot Tuna Electric, Relix 1996 - Splashdown Two, Relix 1997 - Live in Japan, 1997 - And Furthurmore …, 1999 | - Final Vinyl, Grunt 1979 - Keep on Truckin’: The Very Best of Hot Tuna, RCA 2006 |